# Isochronie (Spektroskopie)
Isochronie (griech.: isos – gleich; chronos – Zeit) ist in der Kernspinresonanzspektroskopie die Eigenschaft von Kernen, die gleiche chemische Verschiebung aufzuweisen. Chemisch äquivalente Protonen sind dabei stets isochron, weisen also die gleiche chemische Verschiebung auf. Die Tatsache, dass zwei Protonen die gleiche chemische Verschiebung aufweisen, sie also isochron sind, bedeutet jedoch nicht notwendigerweise, dass sie chemisch äquivalent zueinander sind.